# Lingua nyah kur
La lingua nyah kur (trascrizione IPA: [ɳaʔ kur], in italiano: gnà kur) o nyahkur, è l'idioma tradizionale del popolo nyah kur e deriva dall'antico mon; fa parte del gruppo monico delle lingue mon khmer, che a loro volta fanno parte della famiglia austroasiatica. Oltre allo nyah kur, l'unico idioma che fa parte delle lingue moniche è quello mon. Lo nyah kur è parlato nella zona a cavallo tra la Thailandia Centrale e la Thailandia del Nord e viene scritto con l'alfabeto thailandese. Nome alternativo con cui l'etnia e la lingua sono conosciute in Thailandia è chao bon, in lingua thai: ชาวบน.

## Distribuzione
Secondo quanto riporta Ethnologue, che lo classifica come lingua monica meridionale, lo nyah kur era parlato nel 2006 da 1.500 persone. La lingua è in declino, la popolazione totale nyah kur supera i 3.000 individui di cui circa la metà parla solo il thai e tutti gli altri sono bilingue. Gli nyah kur sono stanziati in alcuni villaggi delle province di Phetchabun, Phitsanulok, Korat e Chaiyaphum.

## Storia
Gli nyah kur sono i discendenti degli antichi mon stanziati nei territori dell'odierna Thailandia a partire dal I millennio. Per diversi secoli, i mon dominarono buona parte della regione nel periodo chiamato Dvaravati, fondando diverse città-Stato tra loro collegate. I regni di Dvaravati furono sottomessi o resi vassalli dall'emergente Impero Khmer tra il X e il XII secolo, e l'incontro fra le due culture fu di fondamentale importanza per l'Indocina; molte delle lingue sviluppatesi nella regione sono tuttora considerate parte della famiglia linguistica mon khmer.
Gli nyah kur hanno conservato l'antica lingua e le tradizioni dei mon di quel periodo, al contrario di altri mon che nel corso dei secoli sono stati assorbiti dall'etnia thai. Il fenomeno della thaificazione, con cui il governo centrale sta da decenni assimilando culturalmente le minoranze etniche, ha portato anche per gli nyah kur l'obbligo di frequentare la scuola pubblica, in cui viene insegnato il solo thailandese. Di conseguenza, l'uso dello nyah kur è in costante diminuzione, specialmente tra i bambini. Alcuni membri dell'etnia si sono integrati nel sistema statale e si sentono thailandesi, ma sono comunque rimasti degli nyah kur fieri delle proprie origini, che cercano di mantenere. Il loro idioma è scarsamente intelligibile con il mon moderno, che è cambiato significativamente da quello antico a partire dal XVI secolo.

## Dialetti
Alcuni linguisti ritengono che lo nyah kur si divida in tre dialetti (settentrionale, centrale e meridionale), altri sostengono che i dialetti siano due. In ogni caso i dialetti sono mutuamente intelligibili e presentano il lessico quasi uguale.